# Astomella parvacoronata
Astomella parvacoronata är en tvåvingeart som beskrevs av Barraclough 1984. Astomella parvacoronata ingår i släktet Astomella och familjen kulflugor. Inga underarter finns listade i Catalogue of Life.